# Штейнберг, Аарон Захарович
Ааро́н Заха́рович Ште́йнберг (идиш אהרן שטײנבערג‎, 1891, Динабург, Российская империя — 1975, Лондон, Великобритания) — русско-еврейский философ, публицист, критик, писатель, переводчик и деятель международного еврейского движения. Младший брат И. З. Штейнберга.
Один из основателей и член Совета петроградской Вольной философской ассоциации (Вольфила, 1919—1924).
С 1948 по 1968 год возглавлял отдел культуры Всемирного еврейского конгресса, а с 1945 по 1967 год был его официальным представителем в ЮНЕСКО.

## Биография

### Ранние годы
Родился в Динабурге 12 июня 1891 года, в традиционной еврейской семье купца Зоруха Ициковича Штейнберга (1860, Вильна — ?) и Елены Захаровны Штейнберг (в девичестве Хьены Эльяшевой, 1869—?), дочери ковенского раввина и сестре еврейского литературного критика Исроэла (Исидора Захаровича) Эльяшева, известного под псевдонимом Бал-Махшовес. Двоюродный брат русского поэта, режиссёра еврейской сцены в Берлине Николая Эльяшова.
 В Двинске семья проживала в доме Ротбарта по Петербургской улице, 31.
Получил традиционное еврейское образование, а с 1904 по 1907 год учился в русской гимназии в Пернове. В 1908 году поступил в Гейдельбергский университет, где учился на философском и юридическом факультетах, и в 1913 году получил степень доктора.
В то же время, будучи верующим иудеем, Штейнберг изучал Талмуд. Осенью 1910 года в Москве молодой студент познакомился с В. Я. Брюсовым, благодаря протекции которого стал сотрудником журнала «Русская мысль». В период Первой мировой войны был интернирован в Германии. По возвращении в Петроград у А. З. Штейнберга начался длительный роман с Александрой Лазаревной Векслер (1901—1965), литературным критиком, заведующей канцелярией Вольфилы.

### Эмиграция
В конце 1922 года Штейнберг был вынужден покинуть Советский Союз и эмигрировать в Германию. После публикации монографии «Система свободы Достоевского» Штейнберг работал над переводом на немецкий язык «Всемирной истории еврейского народа» (1—10 тт., Берлин, 1925—1929), «Истории хасидизма» и других сочинений С. М. Дубнова.
В Германии Штейнберг возглавил отдел философии Всеобщей еврейской энциклопедии, где публиковал статьи на идише, и стал одним из инициаторов создания Еврейского научного института (YIVO).
В 1934 году ввиду политики нацистов относительно евреев Штейнберг счёл дальнейшее пребывание в Германии невозможным и выехал в Лондон.
Умер в Лондоне 17 августа 1975 года.
Йозеф Френкель (руководитель Идиш-Комитета Всемирного Еврейского Конгресса в 70-е годы) охарактеризовал Штейнберга следующим образом: «Д-р Аарон Штейнберг был лидером лондонской интеллектуальной аристократии. Он не был политическим деятелем, не принадлежал какой-либо партии, но представлял сам стержень культуры и был учителем людей культуры. Где бы он ни жил, — в Гейдельберге, Петербурге, Берлине или Лондоне — вокруг него образовывался центр культурной деятельности».

## Научный вклад
А. З. Штейнберг известен как философ-теоретик неокантианского направления, автор статей по историко-философским и историософским проблемам, культурологическим работам по иудаике. Основной философский труд «Система свободы Достоевского» вышел в 1923 году в Берлине. Уникальность данной монографии заключается в том, что Штейнберг первым из исследователей Ф. М. Достоевского рассмотрел философскую систему русского писателя и мыслителя, показал диалогический характер и полифонизм его творчества (1923).

## Литературное творчество
На протяжении всей жизни Штейнберг испытывал большой интерес к Ф. М. Достоевскому и кроме теоретических работ по философии, переводов написал пьесу («повесть в четырёх действиях») «Достоевский в Лондоне» и книгу «Достоевский» (Лондон, 1966). Над мемуарами «Друзья моих ранних лет (1911—1928)» Штейнберг работал в конце жизни, они были изданы посмертно (Париж, 1991). В 2014 году впервые были опубликованы другие сочинения в прозе.
Работы Штейнберга по еврейской истории и на философские темы были опубликованы на английском, идиш и французском языках.

## Семья
- Тётя — Эсфирь Захаровна Эльяшева (в замужестве Гурлянд, 1878—1941), философ и литературный критик, оказавшая на А. З. Штейнберга большое духовное влияние[8][9].
- Жена — Софья Владимировна Штейнберг (урождённая Розенблат, 1885—1966).

## Сочинения
- Штейнберг А. З. Система свободы Ф. М. Достоевского. — Берлин: Скифы, 1923. — 145 с.
- Штейнберг А. 3. Достоевский и еврейство // Версты : журнал  / Под ред. Д. П. Святополк-Мирского, П. П. Сувчинского, С. Я. Эфрона и при ближайшем участии Алексея Ремизова, Марины Цветаевой и Льва Шестова. — Париж: Типография: Imprimerie de Navarre, 1928. — Вып. № 3. — С. 94—108.
- Штейнберг А. З. Друзья моих ранних лет (1911–1928). — Париж: Синтаксис, 1991. — 288 с.
- Штейнберг А. З. Литературный архипелаг / Вступ. статья, сост., подгот. текста и коммент. Н. Портновой и В. Хазана. — Москва: Новое литературное обозрение, 2009. — 408 с. — (Россия в мемуарах). — ISBN 978-5-86793-694-5.
- Штейнберг А. З. Философские сочинения / Сост., предисл., В. Г. Белоуса; коммент, ст. В. Г. Белоуса и Л. Н. Столовича. — СПб.: Міръ, 2011. — 816 с. — ISBN 978-5-98846-069-5.
- Штейнберг А. З. Проза философа / Сост., вступит. статья и комм. Н. Портновой. — München: ImWerden Verlag, 2014. — 302 с.
- Steinberg, Aaron. History as Experience: Aspects of Historical Thought — Universal and Jewish: Selected Essays and Studies. — New York: Ktav Pub. House, c1983. — 486 с. — ISBN 0881250015.